# Juuru (commune)
Juuru (en estonien : Juuru vald) est une municipalité rurale d'Estonie située dans le Comté de Rapla. Elle s'étend sur 152,4 km2

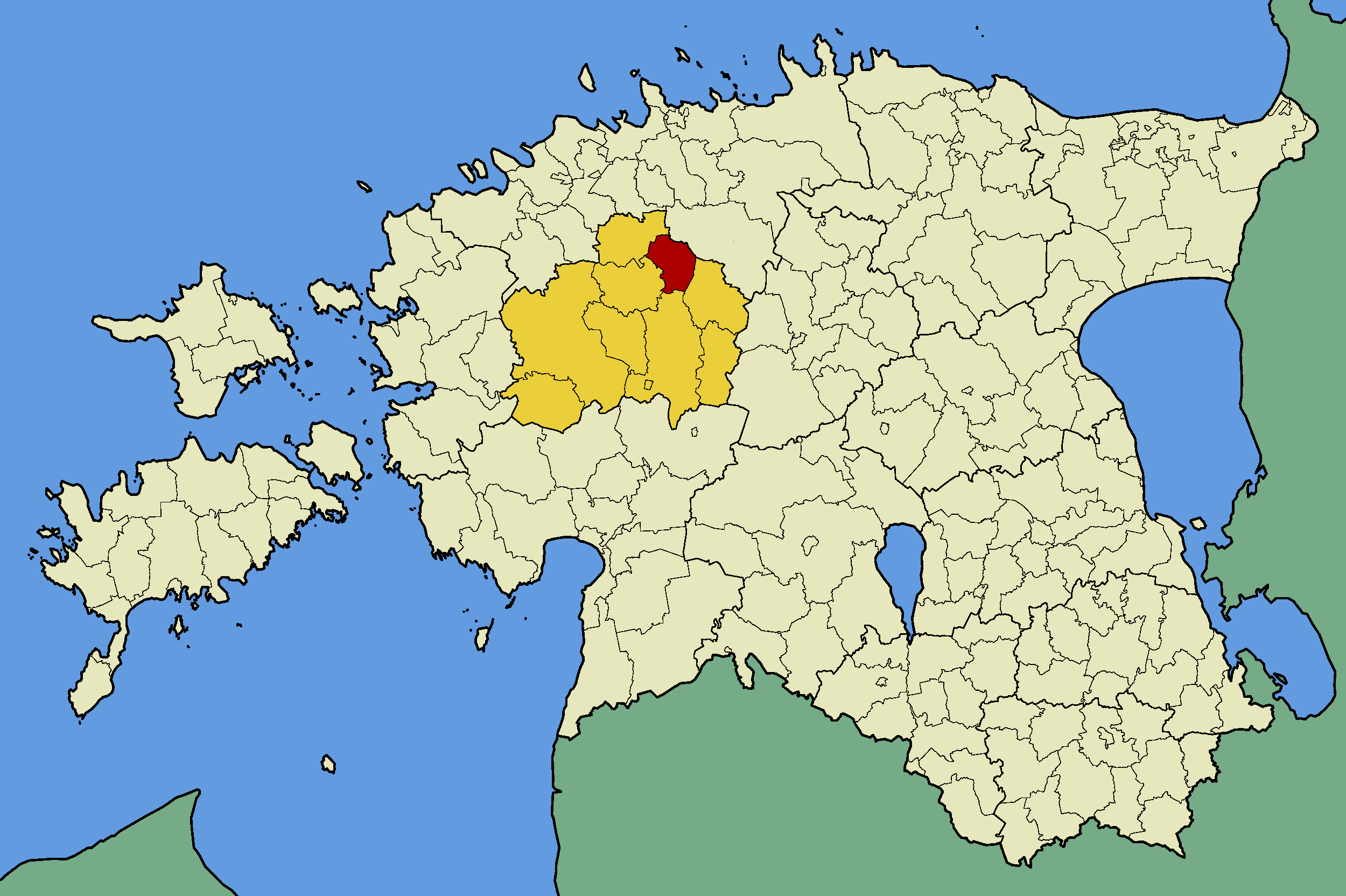
Commune de Juuru (en rouge) dans le Comté de Rapla (en jaune).

et a 1 651 habitants au 1er janvier 2012.

## Municipalité
La municipalité regroupe un bourg et 11 villages.

### Bourg
Juuru

### Villages
Atla, Hõreda, Härgla, Jaluse, Järlepa, Lõiuse, Mahtra, Maidla, Orguse, Pirgu, Vankse.

## Galerie

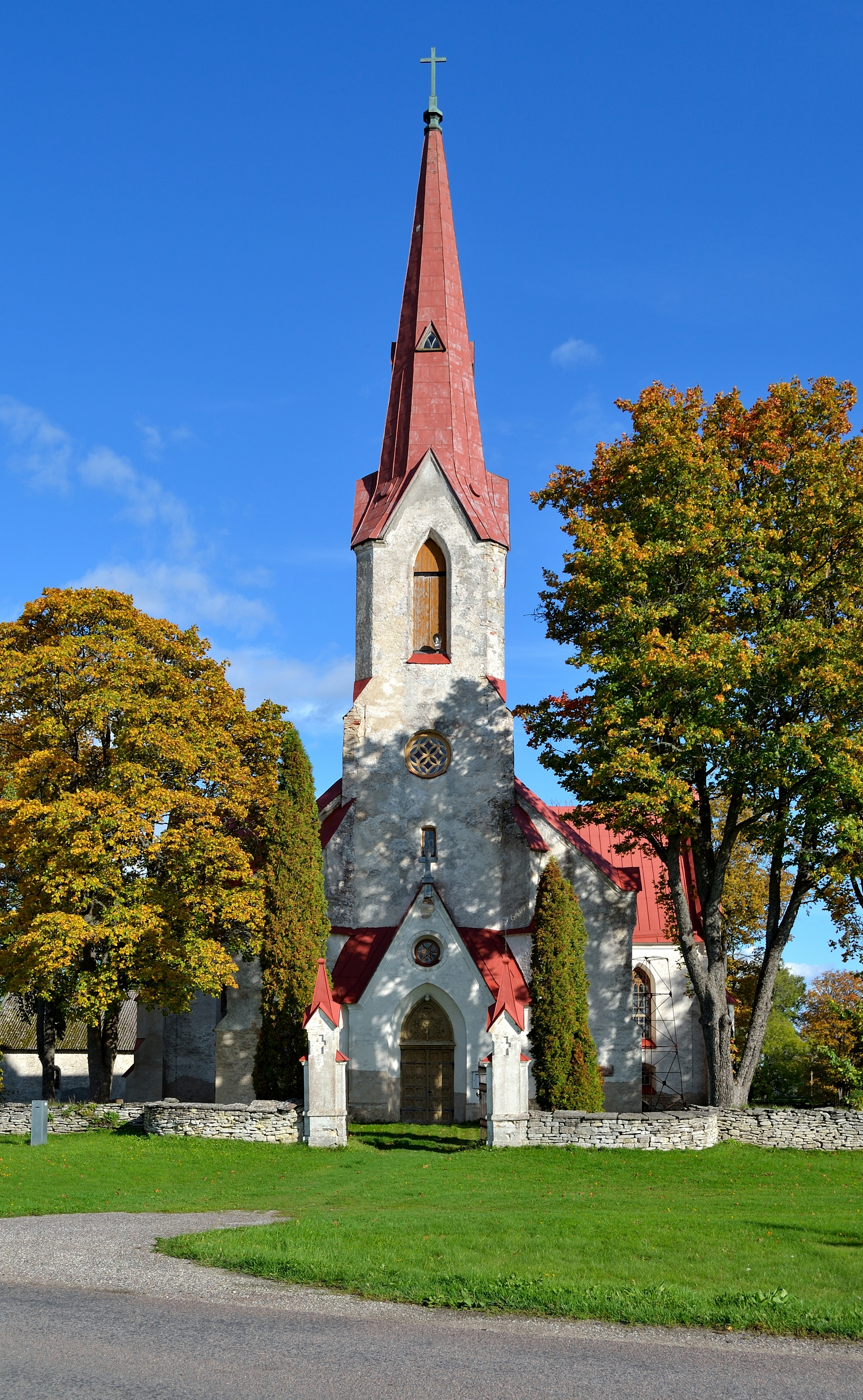
Église de Juuru
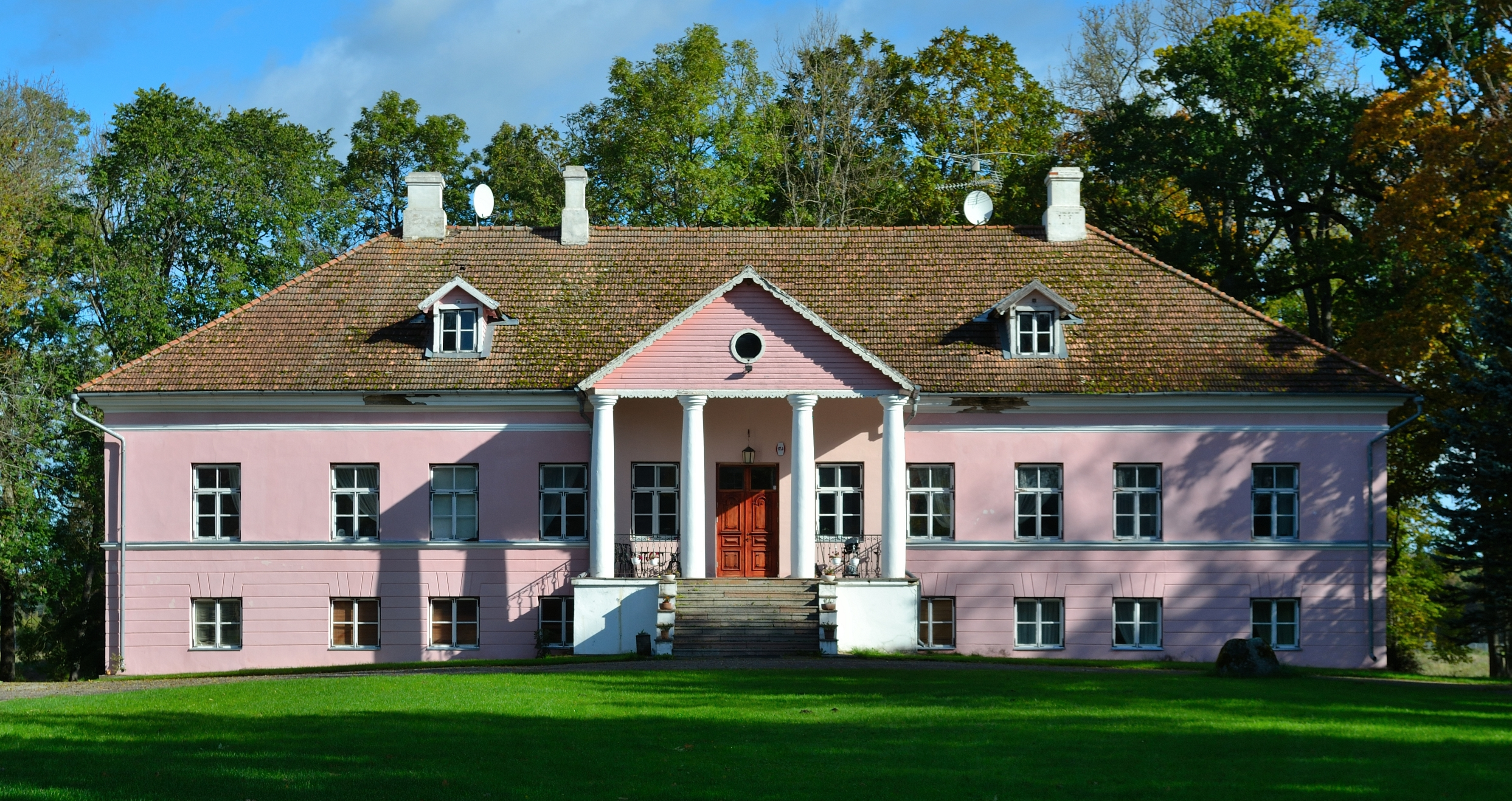
Manoir de Järlepa
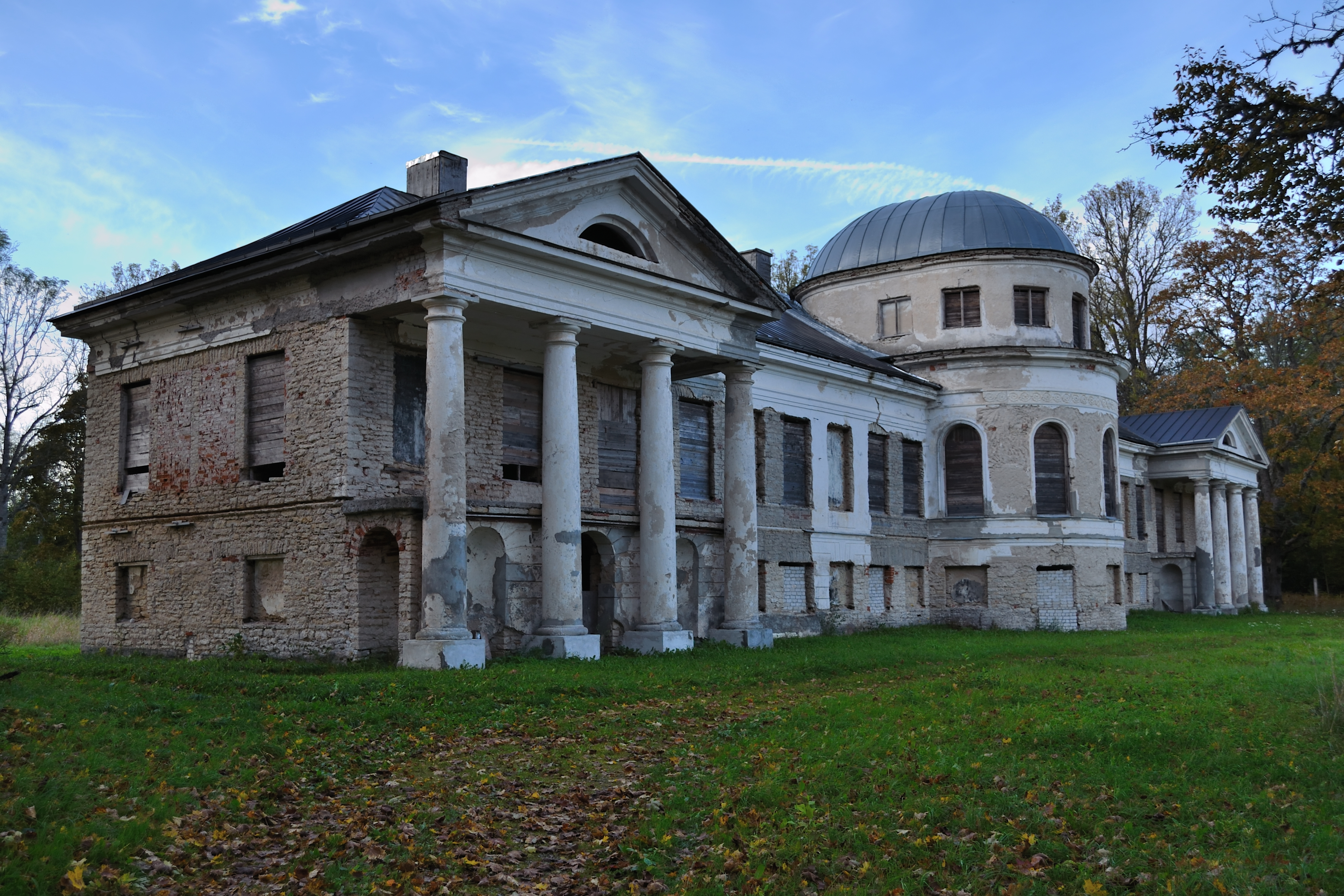
Manoir de Hõreda
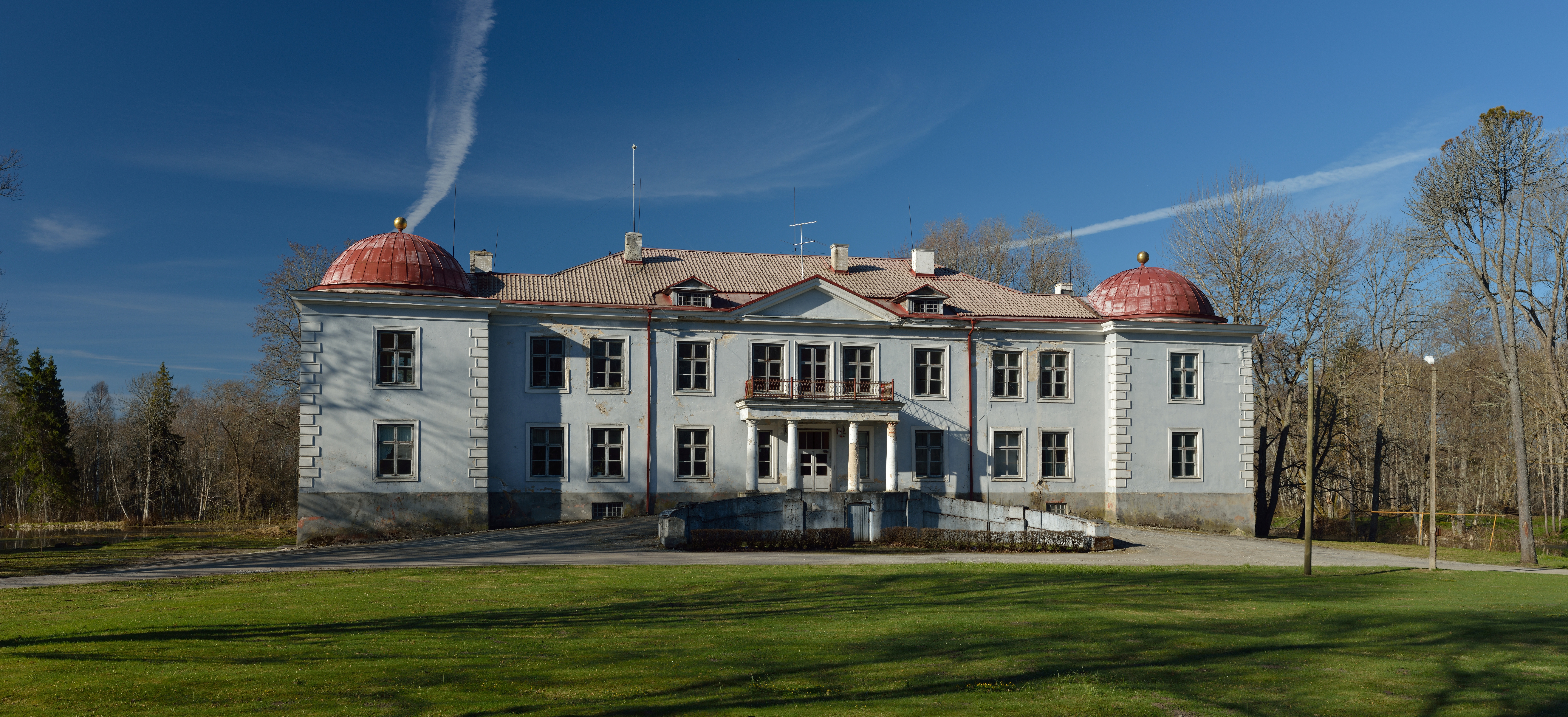
Manoir de Maidla
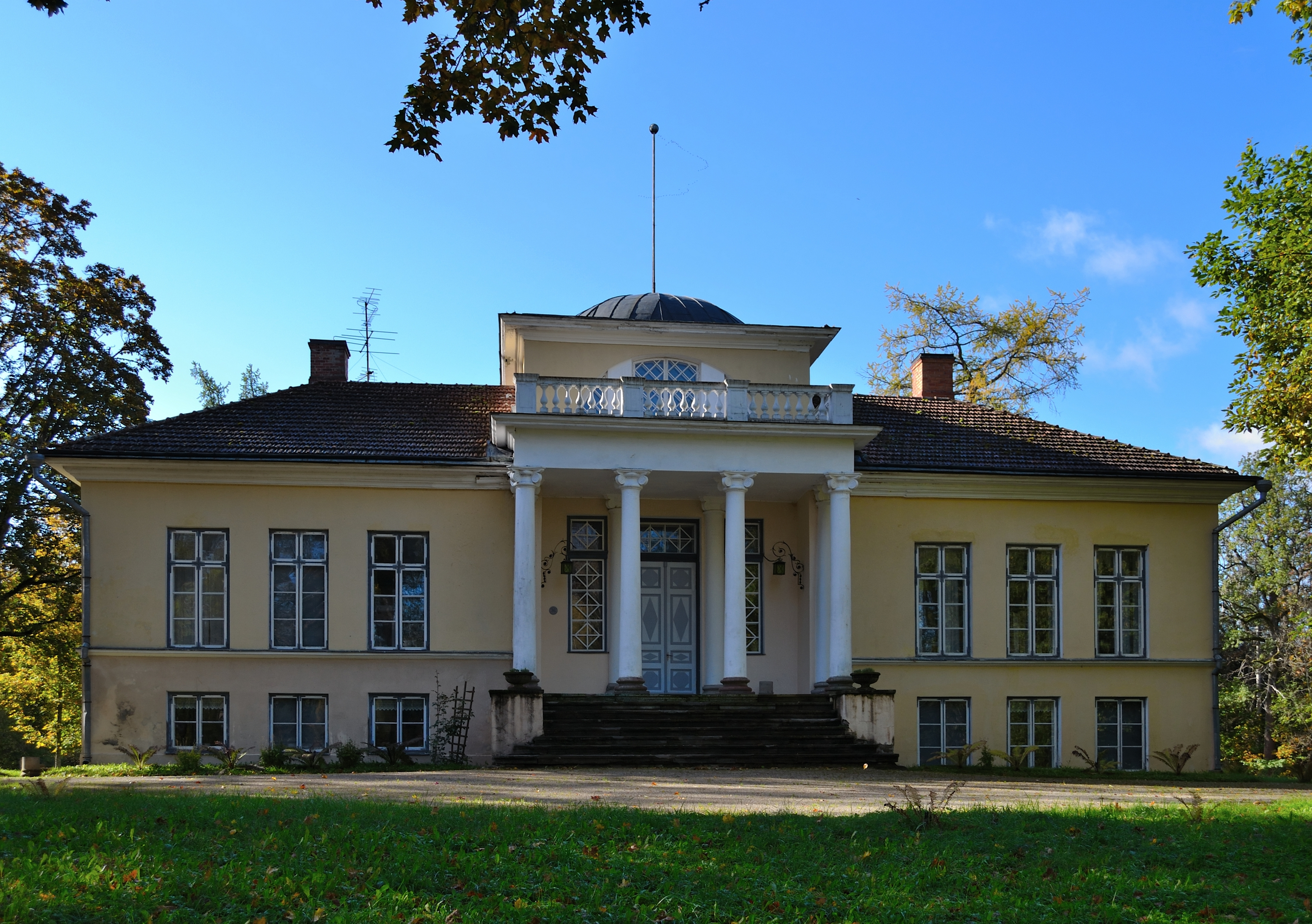
Manoir de Pirgu
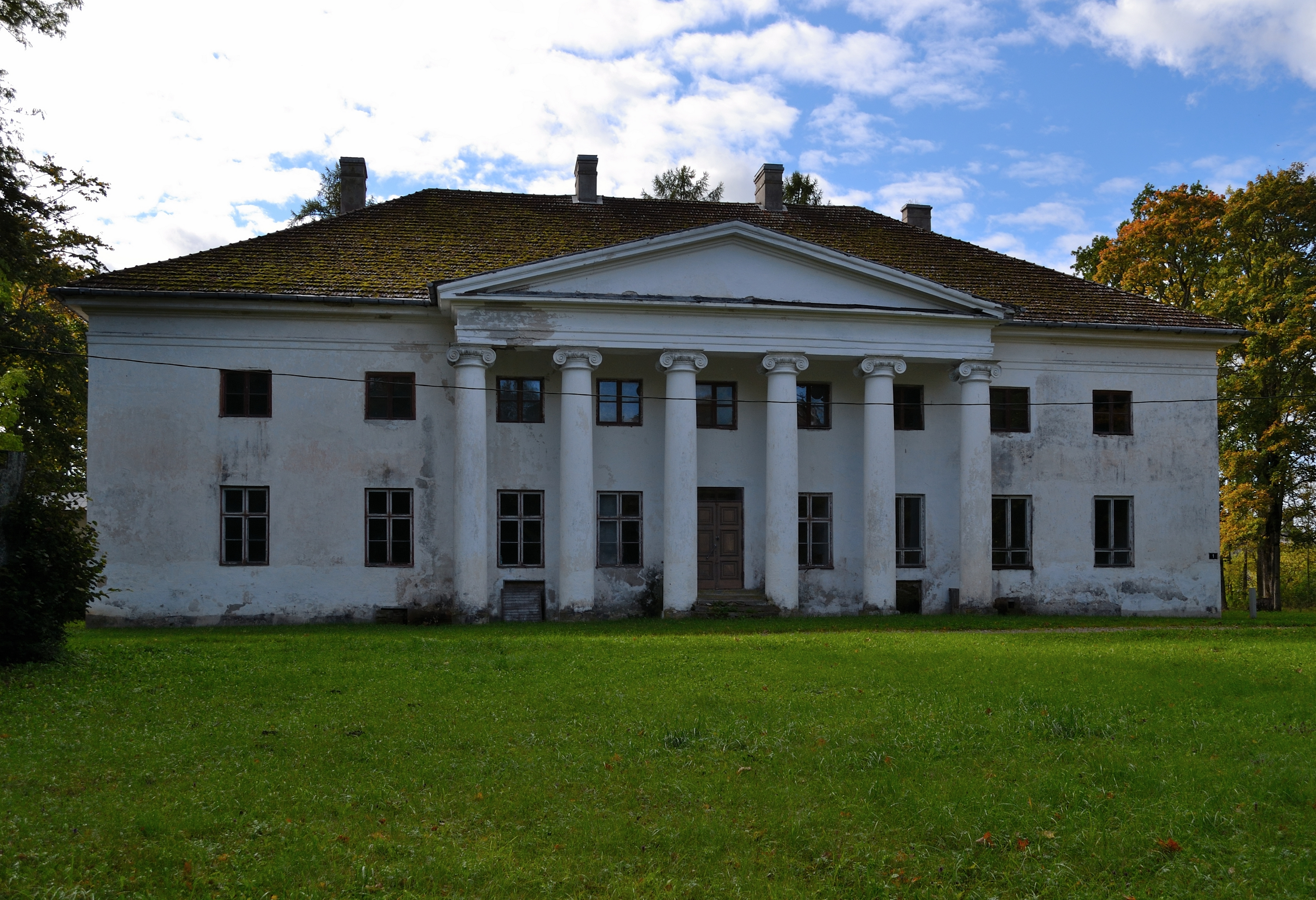
Manoir de Härgla